# SPYAIR
SPYAIR es una banda japonesa de rock alternativo formada en Nagoya en 2005. Sus miembros son Yosuke (Voz), UZ (Programación/Guitarra), Momiken (Bajo) y Kenta (Batería).

## Historia
La banda se formó en 2005 y autoprodujo muchos trabajos hasta 2009 cuando firmaron con el sello discográfico Indie, U-Project. Con U-Project, publicaron "Japanication" y "Kanjou Discord" hasta que firmaron con una discográfica mayor, Sony Music en 2010. Su primer sencillo importante, "Liar", fue publicado el 11 de agosto de 2010, su tema principal se utilizó como la canción del drama Hammer session!. Esta fue precedida por "Last Moment", que se usó como el 25º ending de la serie de anime Bleach.
El 8 de junio de 2011, SPYAIR sacó su cuarto sencillo, "Samurai Heart (Some Like it Hot)", que se usó como el 17º ending del anime Gintama. A principios de 2012, "My World" se usó como el 2º ending de Mobile Suit Gundam AGE. La canción "0 Game (Love Game)" se usó como la banda sonora oficial para la película del 2012 The Amazing Spider-Man. También cantaron el tema (Genjou Destruction) de la segunda película del anime Gintama.
Su nuevo sencillo "Naked" fue publicado el 5 de septiembre de 2012. Precediendo su publicación se hizo el anuncio de su segundo álbum, "Just Do It", que incluía 12 pistas entre las que se encuentran "My World", "0 Game" y "Naked".
Otro sencillo, "Wendy: It's You", se usó como el tema del drama Koi Suru Hae Onna que comenzó a emitirse en noviembre de 2012. Después de la publicación de "Wendy:  It's You", Enzel anunció que dejaría la banda después de su concierto de Nippon Budokan el 18 de diciembre. El 18 de diciembre, la banda exitosamente llevó a cabo su primer concierto en vivo en el Nippon Budokan. Representaron un total de 21 canciones qué incluían sus últimos sencillos. Este concierto fue la última actuación de Enzel con el grupo. Después del concierto se hizo otro anuncio de un nuevo sencillo, "Sakura Mitsutsuki", que sería publicado el 13 de marzo de 2013, también para ser utilizado como el opening del anime Gintama en el mes de enero.
El 23 de septiembre de 2013, su tercer álbum, Million, se publicó en el Reino Unido, Europa, y Rusia por JPU Records. La edición en CD incluía tres pistas adicionales; "Last Moment", "Samurai Heart (Some Like It Hot!!)", y "My World".
Un mes después, el 11 de octubre de 2013, su sencillo "Just One Life" se usó como el primer opening del anime "Samurai Flamenco" y su nuevo sencillo "Imagination" publicado el 6 de abril de 2014 como el opening del anime Haikyuu!!. "I'm a believer" se publicó y utilizó como el primer opening del anime Haikyuu!!, en su segunda temporada.
El 31 de marzo de 2022 se anunció que Ike dejaría la banda debido a complicaciones con una colitis ulcerosa. El 13 de abril de 2023, se anunció que Yosuke, de 24 años, sería el nuevo vocalista.

## Miembros
- Yosuke (Voz)
- Uz (Programación/guitarra)
- Momiken (Bajo)
- Kenta (Batería)

## Antiguos miembros
- Ike (Voz)
- DJ Enzel (DJ)[8]

## Discografía

### Álbumes
- Rockin' the World (2011)
- Just Do It (2012)
- Million (2013)
- BEST (2014)
- 4 (2015)
- KINGDOM (2017)
- UNITE (2021)
- BEST OF THE BEST (2021)

### Sencillos
- "LIAR" (2010) (Tema de Hammer Session (Serie TV))
- "Last Moment" (2010) (Bleach 25º ending)
- "JAPANICATION" (2011)
- "Samurai Heart (Some Like It Hot!!)" (2011) (Gintama 17º ending)
- "BEAUTIFUL DAYS" (2011) (Tema de Don Quixote (Serie de TV))
- "My World" (2012) (Gundam Age segundo ending)
- "0 Game" (2012) (Tema de The Amazing Spider-Man)
- "Naked" (2012)
- "Wendy ~It's You~" (2012)
- "Sakura Mitsu Tsuki (2013) (Gintama 13º opening)
- "Niji" (2013) (Tema de Sennyu Tantei Tokage)
- "Genjo Destruction" (2013) (Tema de Gintama: The Movie: The Final Chapter: Be Forever Yorozuya)
- "JUST ONE LIFE" (2013) (Tema de Samurai Flamenco)
- "IMAGINATION" (2014) (Haikyuu!! primer opening)
- "Glory" (2014)
- "ROCKIN' OUT" (2015)
- "Fire Starter" (2015) (primer opening de la serie de TV "LAST COPE")
- "I'm A Believer" (2015)(Haikyuu!! primer opening de la segunda temporada)
- "THIS IS HOW WE ROCK" (2016)
- "RAGE OF DUST" (2016) (Mobile Suit Gundam: Iron-Blooded Orphans primer opening de la segunda temporada)
- "Be With" (2017)
- "MIDNIGHT" (2017) (Tema de Utsubokazura no Yume (Serie TV) )
- "I Wanna Be..." (2018) (Opening de Gintama: Silver Soul)
- "We'll Never Die" (2018) (Canción oficial del JUST LIKE THIS 2018)
- "B-THE ONE" (2019) (Canción oficial de la temporada 2018-2019 de la B.League)
- "PRIDE OF LIONS" (2019) (Canción de la universidad Nippon Sport Science University)
- "INSIDE OF ME" (2020) (Canción oficial del JUST LIKE THIS 2020)
- "One Day" (2020) (Haikyuu!! ending del 2 court de la cuarta temporada)
- "Wadachi" (2021) (Tema principal de Gintama: THE FINAL)
- "Orange" (2024) (Tema principal de Haikyū!! La Batalla del Basurero)